# هلابا
هلابا (انگلیسی: Helaba) شرکت خدمات مالی آلمانی است، که در سال ۱۹۵۳ تأسیس شد.